# Kathedrale von Oberá

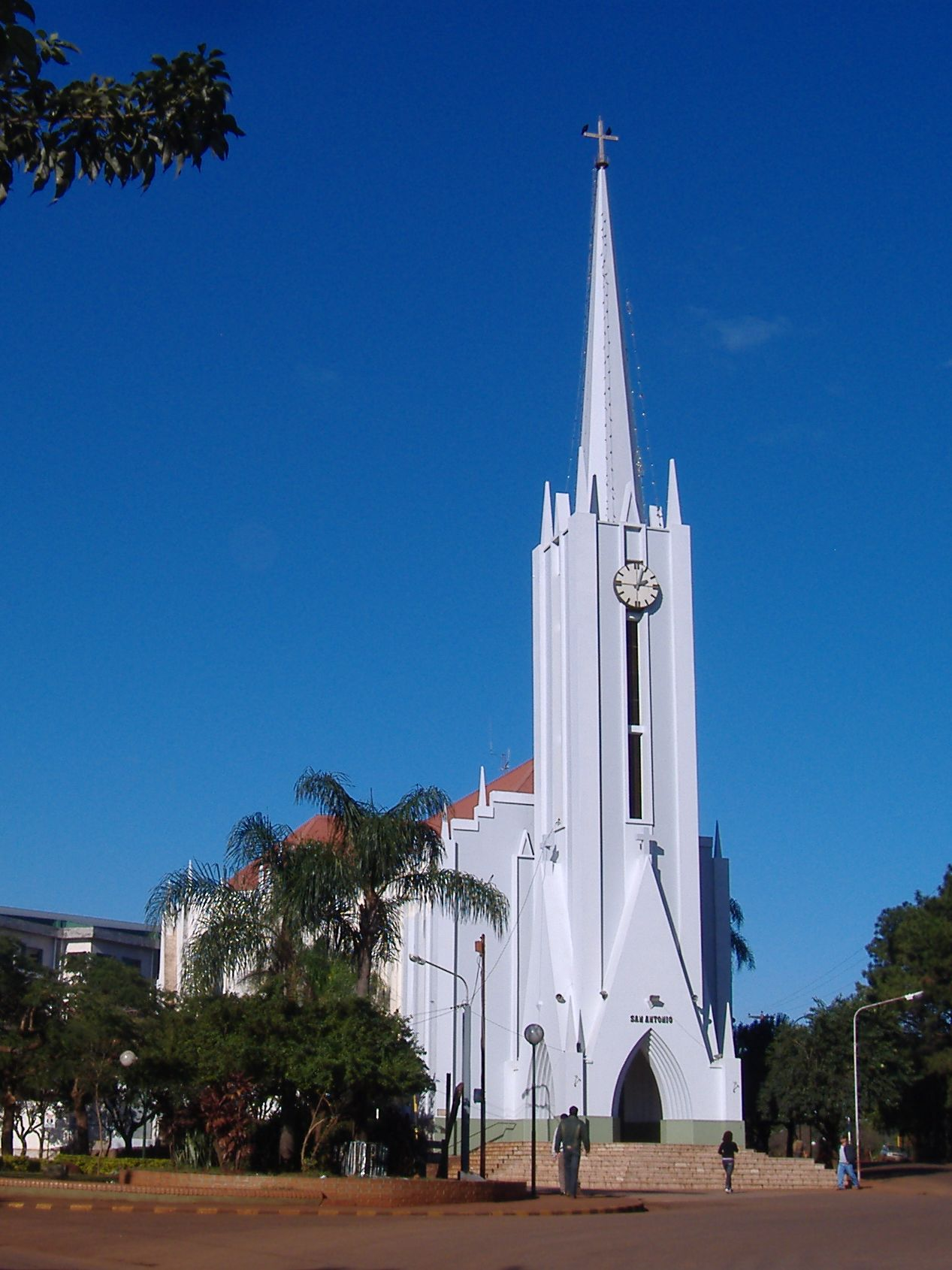
Kathedrale von Oberá

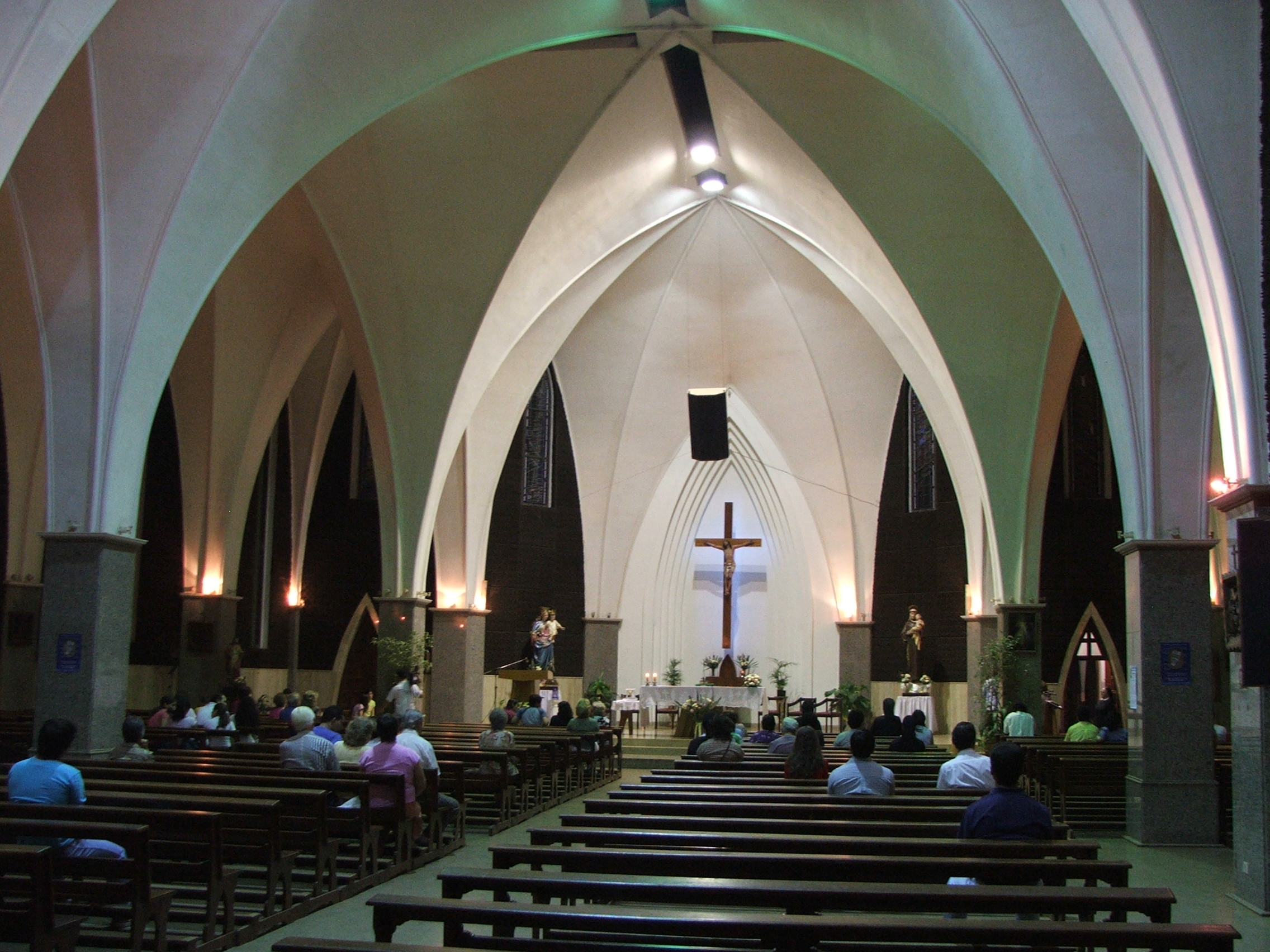
Langhaus und Chorbereich

Die römisch-katholische Kathedrale von Oberá (spanisch Catedral de San Antonio de Padua) ist der Sitz des Bistums Oberá in der Großstadt Oberá in der Provinz Misiones im Nordosten Argentiniens. Das Bistum Oberá ist dem Erzbistum Corrientes als Suffraganbistum unterstellt.

## Lage
Die knapp 300 m hoch gelegene und etwa 110.000 Einwohner zählende Großstadt Oberá liegt etwa 1030 km (Fahrtstrecke) nordöstlich der Landeshauptstadt Buenos Aires nahe der Grenze zu Brasilien. Die Kathedrale befindet sich im Stadtzentrum gegenüber der Plaza San Martín.

## Geschichte
In der Region mit einer traditionell schwedisch-protestantischen Gemeinde ließen sich nach dem Ersten Weltkrieg zahlreiche deutsche und italienische Katholiken nieder, so dass – an der Stelle einer seit 1934 bestehenden Kapelle – der Bau einer größeren Pfarrkirche geplant wurde. Deren Architekt war der in Argentinien lebende Österreicher Anton Liebe (1905–1978). Die Grundsteinlegung erfolgte im Jahr 1943; die Fertigstellung des Bauwerks zog sich jedoch bis in die 1960er Jahre hin.
In der Nacht vom 11. auf den 12. Juni 1986 brannte der Kirchenbau infolge eines Feuerwerks zu Ehren des Schutzpatrons, des Hl. Antonius von Padua, völlig aus. Der Wiederaufbau war erst im Jahr 1997 abgeschlossen. Am 12. Juni 2009 gründete Papst Benedikt XVI. das Bistum Oberá; aus der ehemaligen Pfarrkirche wurde eine Kathedrale.

## Architektur
Die Fassade des weitgehend aus Beton (hormigón) gefertigten und durch eine Sockelzone gegenüber der umliegenden Bebauung um gut 1 m erhöhten Kirchenbaus wird dominiert von einem etwa 40 m hohen Glockenturm (campanario) mit geschlossener Helmspitze. Im Innern ist der nur etwa 11 m hohe Kirchenbau dreischiffig; die tief ansetzenden Gewölbe aller drei Schiffe sind jedoch im Scheitelpunkt gleich hoch (Hallenkirche).